# Sweethearts of the Rodeo (musikalbum)
Sweethearts of the Rodeo utkom 1986 och är ett studioalbum av countryduon med samma namn från USA, som blev deras debutalbum.

## Låtlista
1. "Midnight Girl/Sunset Town" (Donald A. Schlitz Jr) - 3:03
2. "Hey Doll Baby" (Titus Turner) - 2:30
3. "Since I Found You" (John W. Lloyd/Radney M. Foster) - 2:45
4. "Gotta Get Away" (Janis L. Oliver-Gill) - 3:00
5. "Chains of Gold" (Paul H. Kennerley) - 2:53
6. "Chosen Few" (John Hall/Donald A. Schlitz Jr) - 3:09
7. "Everywhere I Turn" (Janis L. Oliver-Gill/Michael G. Joyce) - 3:08
8. "I Can't Resist" (Henry M. DeVito/Rodney J. Crowell) - 2:45